# Decena Trágica
La decena trágica ("os dez dias trágicos") Assim foi chamado o intervalo de Dez dias (9 de fevereiro a 19 de fevereiro de 1913 ) que culminaram nos acontecimentos que levaram a queda e assassinato do legítimo e popular governo do presidente Francisco I. Madero e seu Vice José Pino Suarez. A insatisfação da oligarquia Porfiristas, a imprensa e o lado político derrotado seriam alguns dos motivos que levaram ao golpe de estado.
Madero foi eleito como presidente um ano após a Revolução Mexicana de forma legítima, alcançando cerca de 98% dos votos. A historiografia majoritariamente o registrou como um homem de princípios firmes e capaz de lutar até o final pela democracia, e foi o que fez.

## La decena trágica

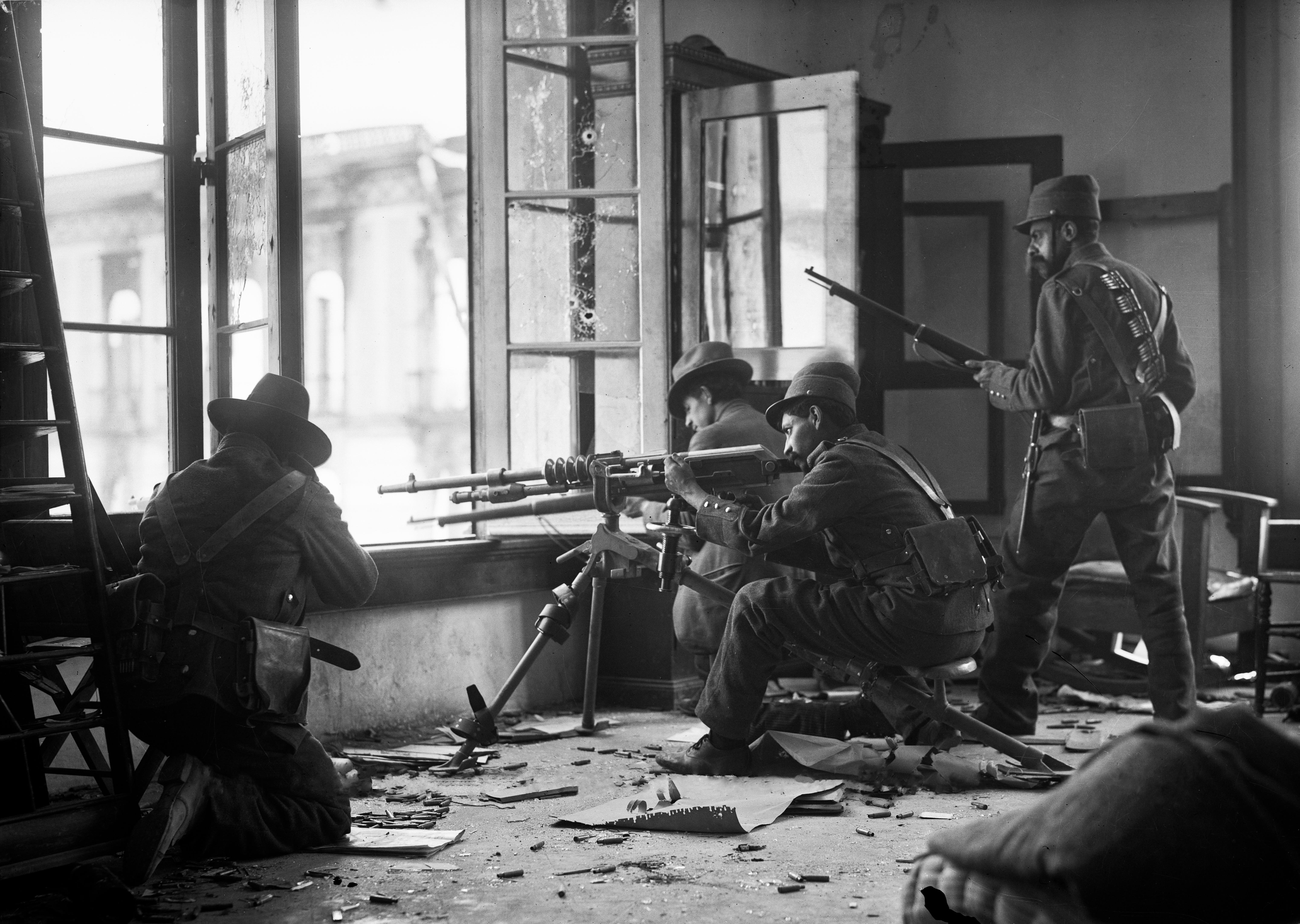
Soldados amotinados em ação durante a Decena trágica

Se conhece como Decena trágica o movimento armado que ocorreu entre 9 de fevereiro a 18 de fevereiro de 1913 para expulsar Francisco I. Madero da presidência do México. O levante ou a derrubada começou na Cidade do México, quando um grupo de dissidentes iniciam uma revolta armada liderada pelo general Manuel Mondragón e libertaram os generais Bernardo Reyes e Félix Díaz, que estavam na prisão. Posteriormente, atacaram algumas agências do governo e declararam estado de sítio.
Ficando ferido o General Lauro Villar, defendendo o Palácio Nacional, Madero designou em seu lugar Victoriano Huerta. Ao longo dos dias foi solicitada a renuncia de Madero e José María Pino Suárez, que foi rejeitada. Em 17 de fevereiro, Gustavo A. Madero descobriu que Huerta tinha acordos com a oposição e levou-os ao presidente, que acreditou em suas palavras e o libertou. . Logo depois Huerta assinou um acordo com Felix Diaz, na sua qualidade de chefe do exército federal, completando sua traição que destituiu o Presidente e o Vice-Presidente, o acordo ocorreu na sede da Embaixada dos Estados Unidos no México, com o apoio do embaixador Henry Lane Wilson e ficou conhecido como o Pacto da Embaixada. Nesse mesmo dia, Madero e Pino Suarez foram presos e forçados a renunciar. Em 20 de fevereiro, Victoriano Huerta foi nomeado presidente por uma série de manobras ilegais, que o levou a ficar conhecido como "o usurpador".  A revolta culminou em 22 de fevereiro, com o assassinato de Madero e Pino Suárez .

## Madero
Madero não era uma unanimidade, o país encontrava-se em um cenário de fragilidade. Foram longos 30 anos de um governo totalitário (Porfirio Díaz), o que trazia grande instabilidade política para o cenário em tempo integral. Após assumir o estado em 1911, um ano após a Revolução Mexicana e substituir a Francisco L. de la Barra, presidente interino do México após a Revolução, Madero não obteve êxito nas articulações políticas de forma a trazer de volta da estabilidade necessária. Podemos citar alguns dos motivos para isso: o fato dele não ter cumprido algumas de suas promessas; não ter dado a atenção necessária a problemas tidos como principais no cenário do pós-revolução mexicano; a sua passividade diante de um México inquieto e cheio de críticos; seu distanciamento da classe política e antigos partidários (Orozco, Zapata); sua confiança incondicional no general Huerta, e por último e talvez ponto central para o acontecimento do golpe, pois sem esse personagem talvez nem tivesse ocorrido; as intenções dos Estados Unidos através de seu embaixador no México, Henry Lane Wilson. Madero confiou nas pessoas erradas, e, em consequência disso, acabou morto juntamente com seu Vice Pino Suárez, mesmo tendo aceitado assinar a carta de renúncia sob a promessa de que permanecerem exilados em cuba.
Para alguns autores, o golpe era de certa forma anunciado em razão de rebeliões ainda no ano anterior (1912), como a de Pascual Orozco e Félix Díaz.

## O início, dia 9 de fevereiro de 1913

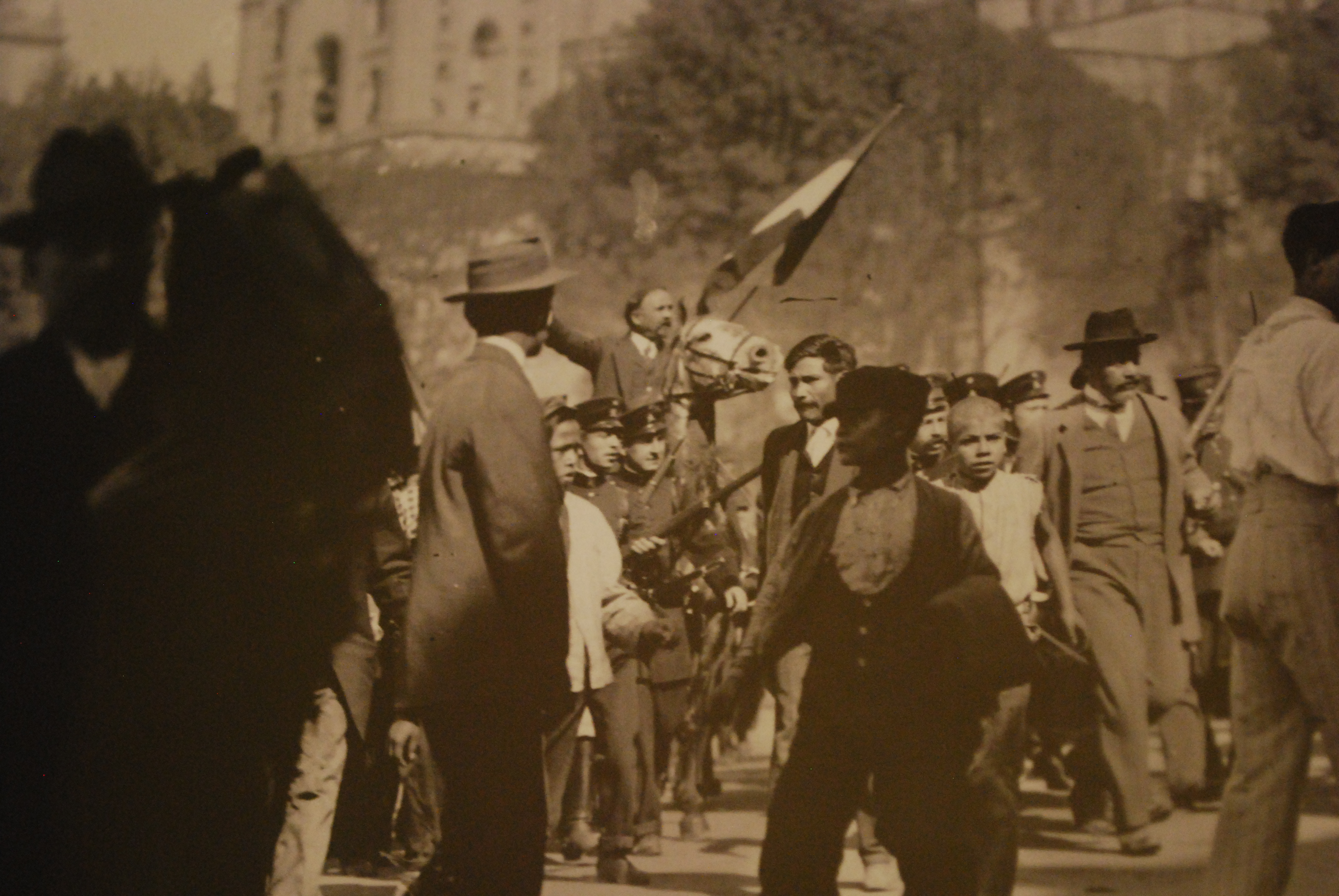
Madero na Marcha Da Lealdade, escoltado pelo cadetes do Colégio Militar, dia 9 de fevereiro de 1913.

Sob o comando dos Generais Porfiristas Gregório Ruiz e Manuel Mondragón a Escola Militar de Aspirantes de Tlalpan e a tropa do quartel de Tacubaya rebelam-se contra o governo de Madero. Um de seus primeiros atos foi a libertação de personagens já conhecidos e com certa importância no cenário nacional. Eram eles Félix Díaz, sobrinho do ex-ditador Porfirio Díaz, e também a Bernardo Reyes, que também tivera relação com o Díaz sendo ministro no governo de Porfírio. 
Após isso, irão se suceder uma série de ataques por parte dos revoltosos ao Palácio Nacional, localizado na Cidade do México, e defendido pelo grande aliado leal de Madero, General Lauro Villar. Os insurgentes aliados a Porfírio Díaz irão travar forte batalha que culmina na morte de Reyes e também na de Villar. Com isso, Madero toma a decisão que talvez tenha levado à sua queda e também à sua morte. O presidente em exercício nomeia Victoriano Huerta, provável aliado dos revoltosos desde o princípio, como o Comandante Militar responsável por defender o governo. 
Nesses primeiros combates foram feitas centenas de vítimas (estima-se algo em torno de 400), sendo a sua grande maioria de civis.

## 10 de fevereiro de 1913

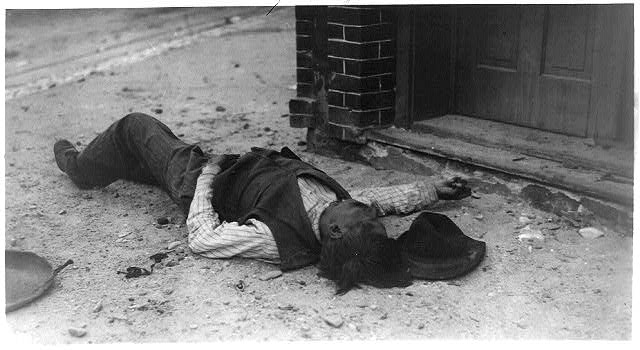
Rebelde mexicano morto.

Apesar de Madero ter tentado, em vão, desfazer o erro ao nomear Victoriano Huerta como o Comandante, não foi possível, pois o então Ministro da Guerra se opôs e em nome da hierarquia militar Huerta deveria permanecer. Madero mais uma vez erra em acatar e optar pela passividade, frente as agressões que sofria. 
Paralelo a isso, Félix Díaz e Victoriano Huerta firmam acordo para que a revolta continue e vá, cada vez mais, minando a força de resistência do governo.

## 11 de fevereiro de 1913

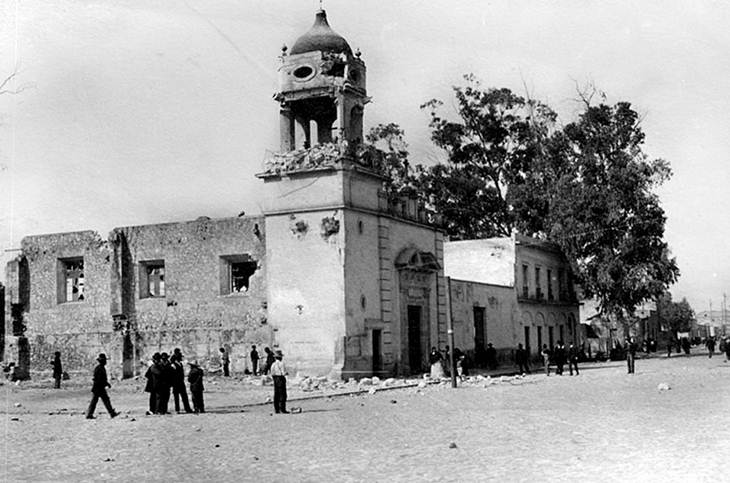
Torre da Igreja destruída em combate

Na manhã do dia 11 retornam as ações militares. Huerta ordenou o ataque de artilharia, mas com cápsulas apenas em parte desmuniciadas, de forma que não houvesse danos a "La Ciudadela" (Edifício histórico localidado na Cidade do México palco de vários acontecimentos ligados aos dez dias trágicos). Quem testemunhou relata que foi um verdadeiro banho de sangue pelas ruas. Havia cadáveres por todos os lados, homens e mulheres. Mais de 500 cavalos encontravam-se mortos ou feridos. O novo marco da região, o relógio chinês erguido no ano anterior por Madero, estava completamente destruído.
Ainda no decorrer do dia 11 de fevereiro, Huerta se encontrou secretamente com Diaz, e firmaram um novo acordo entre as partes para que houvesse a simulação de que os rebeldes da Cidadela estavam cercados, para que assim houvesse o menor número de baixas em ambos os lados. Houve a encenação de um cerco a Cidadela como previra o acordado, mas um cerco que fizera vista grossa a passagens de alimentos e itens similares. Quando Madero soube, logo confrontou Huerta, que negou as acusações, e, após ver que não teria como negar os fatos, argumentou que era uma estratégia para concentrar os rebeldes e assim acabar com eles todos de uma vez. Apesar das enormes suspeitas de todos os Maderistas, o cargo do comando militar continua inalterado nas mãos de Huerta.

## 12 de fevereiro de 1913

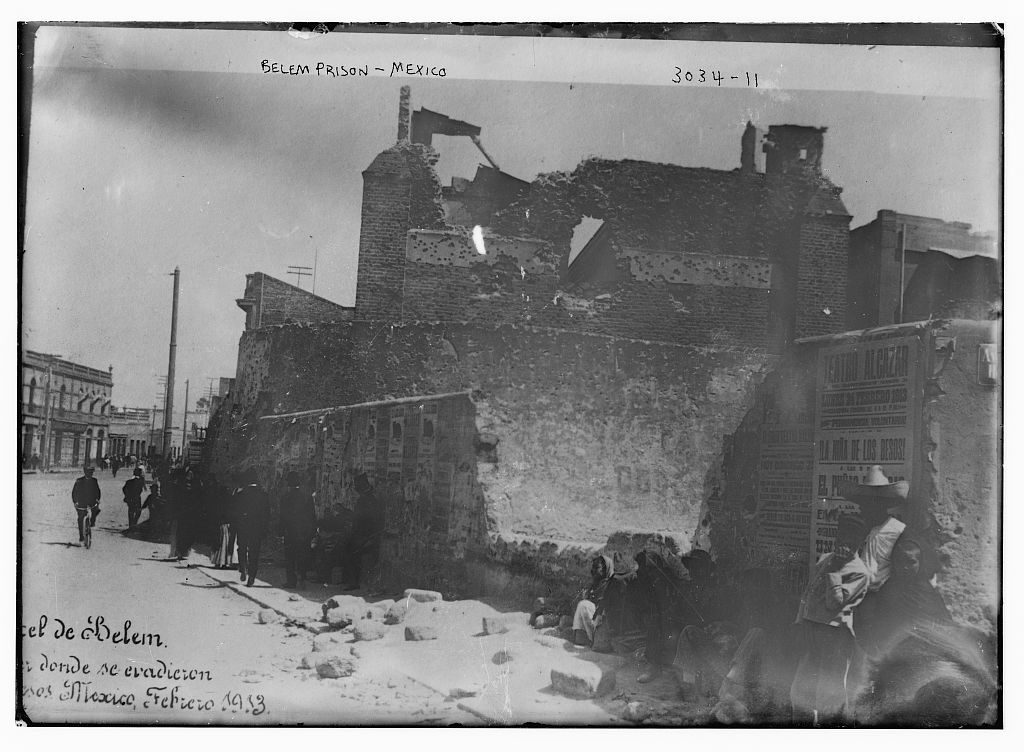
Presídio de Belén destruído pela forte artilharia rebelde que era composta por quase 30 canhões.

No dia 12 de fevereiro a artilharia desperta às 6h, os golpistas dirigiram seus tiros na prisão de Belém, provocando uma revolta e uma grande tentativa de fuga. Vários dos fugitivos juntaram-se ao levante. Como o apoio escancarado por parte do Governo dos Estados Unidos da América, a estratégia dos apoiadores de Félix consistia em disparar uma grande parte das granadas armazenadas, aparentemente com o objetivo de a atrair a atenção e uma possível intervenção dos EUA. Madero, tinha sido avisado pelo então embaixador americano que haveria intervenção caso a situação não fosse controlada. Inclusive, a frota naval estadunidente já se encontrava na costa marítima mexicana. 
Huerta estava compromissado em acabar com as tropas que eram leais ao presidente. Em razão disso, enviou-as para uma região anteriormente estabelecida com Diaz em uma missão suicida. Houve muitas baixas de civis e soldados leais, dentre estes, estavam os moradores da região La Ciudadela. O objetivo nesta ação era mostrar o quão incapaz o governo Madero era de parar o levante, um enorme pânico se instala entre os populares.

## 13 de fevereiro de 1913
Os rebeldes muito bem armados destroem a “Puerta Mariana” do Palácio Nacional. Foi danificado a explosões o clube americano e o cassino alemão. Os golpistas conquistaram a torre da igreja, e em seguida, ali tornou-se a arena principal dos enfrentamentos. Mesmo com ajuda bélica do estado de Veracruz, o qual forneceu dois milhões de projéteis de rifles e canhões, a capital tem sérias dificuldades para resistir. Devemos lembrar que o Comandante militar do governo era aliado aos inimigos. 
Henry Lane Wilson, embaixador dos EUA no México, desafeto declarado do presidente Madero, enviou relatos exagerados sobre como se encontrava a situação ao presidente de seu país, William Howard Taft, tudo com a intenção de forçar uma intervenção o mais breve possível. Um encontro entre o embaixador Lane Wilson, Felix Diaz e Victoriano Huerta fora marcado para que se elaborasse um plano para destituir Madero. O presidente estava cercado por inimigos que queriam sua queda, assim, a situação mostrava-se insustentável.

## 14 de fevereiro de 1913

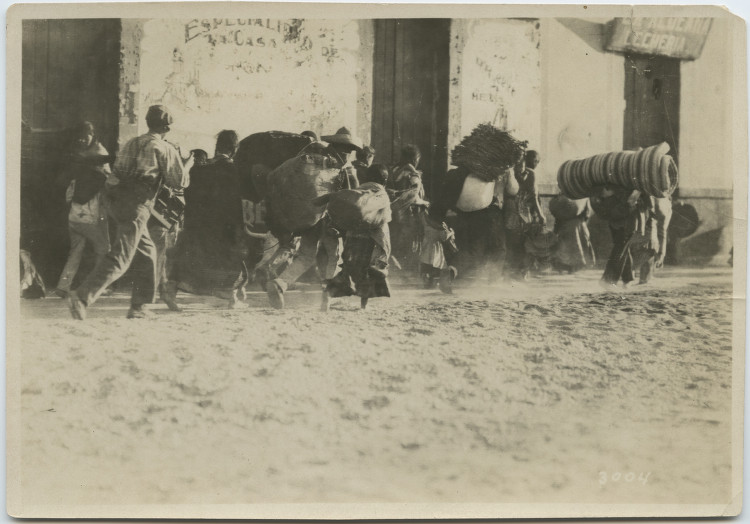
Civis deixando as zonas de conflito.

As tropas leais ao governo, comandadas por Huerta, um dos golpistas aliados ao Díaz, recebem mais homens sob o comando do general Aureliano Blanquet, que estivera nesse interim em Toluca lutando contra o zapatismo comandando o 29º Batalhão. Num primeiro momento Huerta ordena a permanecia da nova força nas planícies de Tlaxpana. Enquanto isso, dois regimentos da recém-chegada tropa debandam para o lado dos rebeldes. Huerta mais uma vez mente para Madero, argumentando a falta de rifles e homens. O objetivo principal dos insurgentes estava em grande parte sendo realizado. Dentre a finalidade, está a de tornar a população insegura, e o governo de Madero sem credibilidade, propagar o medo de uma possível intervenção dos EUA e assim, justificar um golpe em nome de uma causa maior, a de trazer novamente a paz. 
Madero, já ciente dos rumores de intervenção dos EUA no México para preservar a vida dos muitos cidadãos estadunidenses ali residentes, entra em contato com o presidente ianque, William H. Taft. Neste contato, ele pede que evite está ação, pois, a tendência era de que a situação poderia piorar ainda mais, prometendo salvaguardar a vida de seus compatriotas o máximo possível.

## 15 de fevereiro de 1913
Sem o papel de Wilson talvez o golpe em Madero não tivesse se concretizado. O embaixador tratou de usar todos os seus laços políticos para promover que o atual líder mexicano era um incapaz, e, mesmo onde ainda havia um mínimo de apoio a Madero, nos embaixadores dos países latino-americanos, Wilson tratou de miná-los. Ainda assim, o presidente manteve-se firme diante da pressão política ainda maior, agora dos diplomatas e senadores. Embora a casa particular da família Madero estivesse longe da guerra, fora incendiada. E, por fim, Huerta designou seu cúmplice, o general Aureliano Blanquet, conhecido sanguinário como chefe da guarda do Palácio Nacional.

## 16 de fevereiro de 1913
Foi acordado um armistício por 24 horas. Os cidadãos finalmente puderam sair às ruas para se alimentar, algumas famílias que permaneceram nas zonas perigosas abandonaram suas casas em lugares mais seguros. Ainda pela manhã, um grupo de carros violou o armistício ao penetrar a região de “La Ciudadela” para entregar provisões aos rebeldes, que também fizeram avanços na periferia desta região para instalar suas metralhadoras. E pela madrugada, quando completaram exatas 24h sem conflitos, o fogo foi reiniciado.
Madero exigiu por segunda de Huerta explicações sobre a ineficácia dos ataques e a violação do armistício, o general argumentou novamente que tudo fazia parte de sua estratégia para concentrar os rebeldes e aniquilá-los. O coronel Rubén Morales, aliado verdadeiro de Madero, planejou um ataque noturno, mas Huerta o impediu. O secretário particular de Madero, Juan Sánchez Azcona, flagrou Huerta entrevistando os simpatizantes dos golpistas Alberto García Grandados e Enrique Cepeda. Alberto J. Pani, amigo e colaborador do presidente, em seu relatório diário informou-o sobre a possibilidade de haver um acordo entre os rebeldes golpistas e membros importantes do governo. Apesar de todos os inícios e advertências da deslealdade de Huerta, Madero continuou a confiar um cargo de tamanha importância nele.

## 17 de fevereiro de 1913
O Presidente dos EUA, Taft, entra em contato para esclarecer a Madero que seus relatórios eram imprecisos, explicando que as forças navais dos EUA estavam apenas em posição de cautela natural e que não havia ordem para desembarcar em solo mexicano. Muito do que aconteceu no México se deu em decorrência das notícias que o embaixador Henry Lane Wilson transmitia via telegramas às autoridades dos Estados Unidos. As pressões políticas dos senadores da oposição e o corpo diplomático continuaram a propor Huerta como governador geral do México. Madero entrevistou o general para perguntar sobre os rumores dessa proposta, Huerta confirmou que era verdade, mas disse haver interesse de sua parte.
Ainda no mesmo dia, Gustavo Adolfo Madero, o irmão do presidente e Jesús Urueta descobriram que Huerta, em vez de lutar contra os rebeldes, mantinha contato com com Felix Diaz e suas tropas. Gustavo, com uma pistola na mão, parou Huerta e levou-o até seu irmão. Em frente ao presidente, Huerta negou ser participante da conspiração e prometeu capturar os rebeldes em 24 horas. Mais uma vez Madero vai contra os instintos de seus verdadeiros aliados e não levar em conta que Huerta teve relações com Díaz e Reyes na época do Porfiriato e todos os rumores de que tentaria derrubar o governo. Assim, Huerta consegue as 24 horas que pediu para provar sua lealdade. Alfredo Robles Domínguez, um ex militante e aliado a Madero, que havia se distanciado do presidente, visitou o Palácio Nacional para relatar a conspiração de Huerta com Díaz. Madero refutou o relatório.

## 18 de fevereiro de fevereiro
apoiadores de Reyes e Díaz. Félix Díaz recusou-se a fazer parte do gabinete para preparar-se com o seu partido para a futura eleição presidencial. 
A partir deste momento, os conflitos foram encerrados. Tendo um manifesto sido assinado e garantindo a liberdade e a ordem aos cidadãos mexicanos e estrangeiros. Consolidando assim a paz nacional. Os familiares do já ex-presidente Madero, pediram asilo na embaixada do Japão, onde passaram a noite.

## 19 de fevereiro de 1913

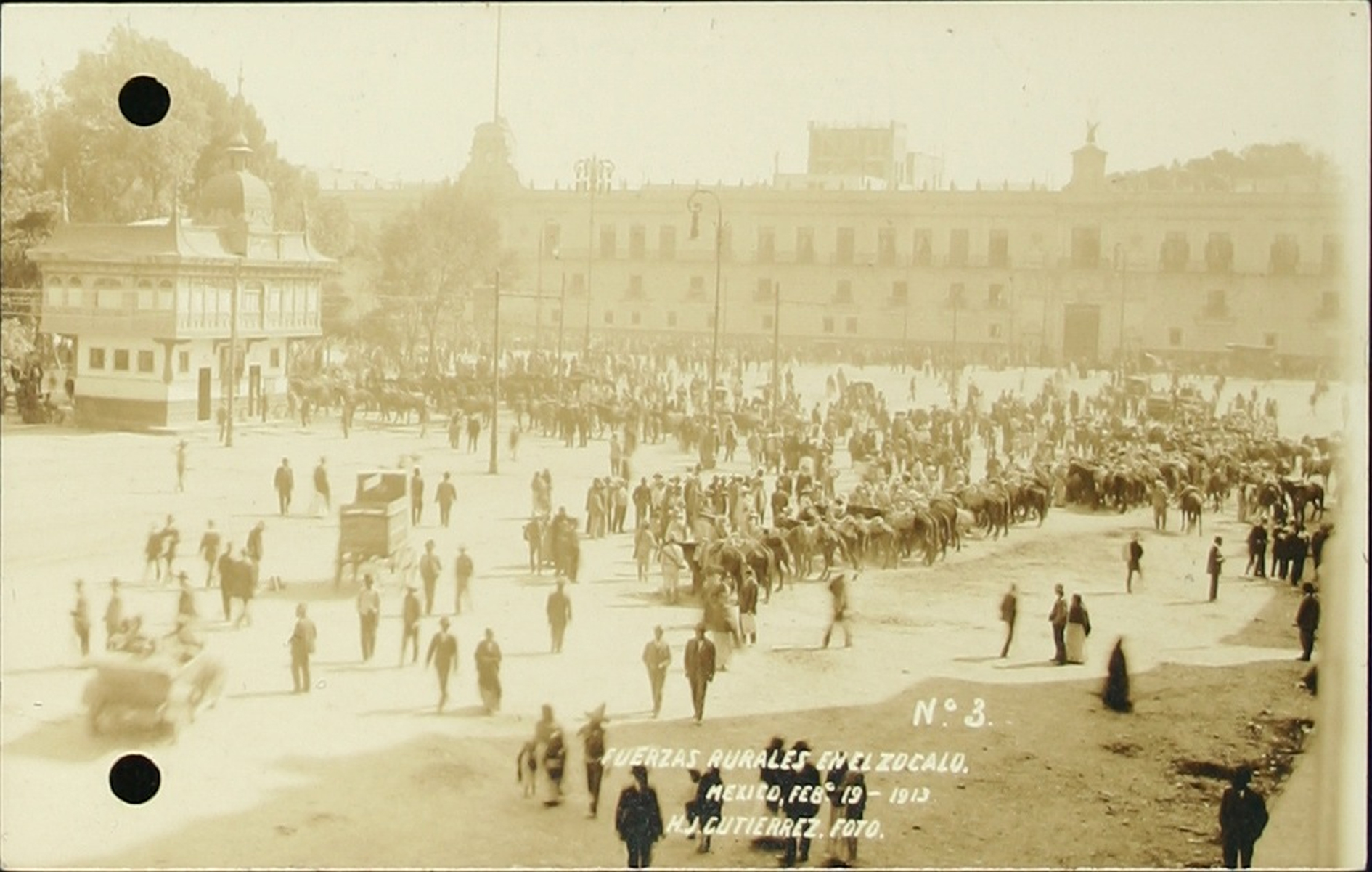
Membros do movimento Rural tomam as ruas no dia da renúncia oficial de Madero.

Em meio a grande celebração que tomou a parte da “La Ciudadela”, foi exigido pelos soldados rebeldes que Felix Díaz entregasse os irmãos Madero. Huerta se opôs, mas não por peso na consciência de que já fizera mal demasiado aos outros, mas sim porque precisava da demissão oficial do presidente para dar legalidade à usurpação. Por sim, Huerta cedeu à pressão e entregou Gustavo A. Madero e Adolfo Bassó aos rebeldes. Um dos líderes e responsáveis pela campanha revoltosa, Mondragón, em vingança pela morte de Reyes e Ruiz, ordena a morte. O irmão do ex-presidente, Gustavo Madero, foi cruelmente martirizado, tendo um olho arrancado, foi espancado e humilhado. Mesmo após não aguentar e sucumbir morto, um capitão ainda atirou em ainda seu corpo e em seguida, foi mutilado, por fim, atearam fogo em corpo. Ao todo, em seu cadáver, foram encontradas trinta e sete feridas de bala.
Partiu do embaixador Manuel Márquez Sterling, uma oferta de asilo político em Havana, para Madero e Pino Suárez em uma tentativa de salva-lhes a vida. O governo cubano organizou um cruzeiro de Cuba em Veracruz para que pudesse levar os presos políticos para a ilha e poupar suas vidas. Huerta assegurou que respeitaria as vidas do ex-líderes se eles assinassem suas demissões. Uma comissão de deputados apareceu antes de Francisco Madero e Pino Suárez solicitarem demissões com os termos anteriormente estabelecidos por Huerta e sob essas garantias são obrigados a assinarem suas demissões.
“En vista de los acontecimientos que se han desarrollado de ayer acá, en la Nación, y para mayor tranquilidad de ella, hacemos formal renuncia de nuestros cargos de Presidente y Vicepresidente, respectivamente, para los que fuimos elegidos. Protestamos lo necesario.”
Após assinada a renúncia, o processo seguiu para o Congresso que se encontrava em sessão extraordinária, contando com a presença de vários deputados substituintes. O documento foi submetido a votação, tendo a renúncia de Pino Suárez sido aprovada por 119 votos a favor e a de Madero aprovada com 123 votos. De acordo com a Constituição mexicana, Pedro Lascuráin assumiu a provisoriamente a presidência da República, tendo, seu único ato sido a nomeação de Victoriano Huerta como secretário do Interior. Em seguida, renunciou à sua posição, tendo seu mandato durado apenas 45 minutos. O golpe travestido de ato democrático, usando de todas as ferramentas legais de um Estado de direito estava finalmente completo.

## 20 de fevereiro de 1913
Após sua prisão e assinatura da renúncia, Madero e Pino Suarez permaneceram no Palácio Nacional à espera do transporte que os levaria ao porto de Veracruz (sul do país), de onde embarcaram em um cruzeiro ruma a Cuba, assim como o acordado anteriormente com a ajuda do embaixador Manuel Marquez Sterling.
A esposa de Madero, Sara Pérez de Madero, encontrava-se com sua família sob a proteção da embaixada japonesa, e, na tarde daquela quinta-feira, encontrara-se com o embaixador e conspirador dos EUA para tentar de alguma forma preservar a vida de seu marido. Wilson afirmou ter aconselhado Madero há muito tempo que isso poderia acontecer, e, agora ele estaria sofrendo as consequências de seu mau governo. O encontro não obteve sucesso algum, apenas a afirmativa do embaixador estadunidense de que Madero sairia ileso.

## 21 de fevereiro de 1913
Após os inúteis esforços dos familiares, amigos e alguns embaixadores de Cuba, Chile e Japão de salvaguardar a vida do ex-presidente e seu vice, tentando fazer com que o embaixador dos Estados Unidos, Wilson, cobrasse a validade dos acordos firmados anteriormente com Huerta. Na cerimônia de recepção do corpo diplomático por parte do novo presidente Huerta, Henry Lane Wilson lê um discurso cheio de elogios ao golpista.
	O embaixador de Cuba havia ido visitar os prisioneiros e acabou por passar a noite próximo a Pino Suarez, pois havia um grande receio de que a qualquer momento ambos os prisioneiros fossem mortos. Madero apresentou um melhor humor e motivou os presentes para passar uma agradável noite. Já Pino Suarez acreditava que, uma vez que não seria mais útil para Huerta, eles seriam mortos a qualquer momento. Somente no dia 21 de fevereiro, quando visitado por sua mãe, Madero, Mercedes González Treviño, fora notificado sobre o que ocorrera com seu irmão Gustavo. A notícia o deixou perturbado, e, ele passou a noite sentindo a perda de seu irmão e grande aliado.

## 22 de fevereiro de 1913
Os mesmos generais que comandaram o golpe, Félix Díaz, Manuel Mondragón, Aureliano Blanquet e Victoriano Huerta, foram os responsáveis pelo plano de se livrar de Madero e Pino Suárez. E, como já foi outras vezes mostrado aqui, o embaixador Lane Wilson fazia total ciência do que ocorreria. Caberia a Francisco Cárdenas a missão de matar Madero e Pino Suarez, tratando de encenar uma tentativa de assalto. Cárdenas, militar e porfirista, aceitou a missão.
Mais tarde, próximo da hora marcada para Cárdenas cumprir seu papel, o golpista Huerta foi para a embaixada dos EUA, local onde ocorreria uma recepção em comemoração ao aniversário de George Washington.
Na noite daquele dia 22 de fevereiro de 1913, tudo de acordo com relatos de Márquez Sterling, o embaixador cubano que acompanhara de perto os acontecimentos, Madero, Pino Suarez e o também preso aliado Felipe Ángeles estavam em seus leitos quando vinte minutos depois, foram despertados com a notícia de que eles seriam transferidos. Madero questionou o porquê de não haverem sido informados antes. O coronel responsável pela custódia, Joaquin Chicarro, notificou-os de que eles seriam levados para a Penitenciária de Lecumberri. Sendo mantido o general Ángeles ainda na mesma unidade. Assim, ambos, os ex-presidente e ex-vice-presidente, foram levados até o pátio do Palácio, onde havia dois veículos os aguardando. Foi montada uma pequena escolta militar rumo a Lecumberri. Os carros passaram pela entrada principal e foram para o lado oposto da penitenciária. Francisco Cárdenas, o algoz responsável pelo assassinato de Madero, assassinou a queima roupa o ex-presidente ainda no banco do carro. Vendo o acontecido, o ex-vice-presidente, Pino Suárez tentou empreender uma fuga, mas é logo ferido por outro militar Rafael Pimienta. E, ali mesmo no chão, teve sua morte concretizada, recebendo nada menos que treze tiros.
Agora restava aos soldados simular o assalto. Dessa forma, dispararam diversas vezes contra os veículos e limparam as manchas de sangue dentro dos carros. As únicas testemunhas que não estavam cientes do que ocorreria, os motoristas, foram ordenados a permanecerem em silêncio. Pouco depois da meia-noite, Cárdenas informou ao Palácio para dar seu relatório de sucesso da missão ao general e então presidente Victoriano Huerta. A notícia primeiramente difundida era que um grupo de populares revoltosos havia assaltado e atacado a comitiva que transferia o ex-presidente e seu vice. Como forma de trazer a história tons mais verdadeiros, o atual presidente, Huerta, juntamente com o Ministro de Guerra, Mondragón, trataram de informar a toda a imprensa que uma investigação profunda seria realizada para esclarecer os fatos. Pelo serviço prestado, o grupo liderado por Cárdenas recebeu dezoito mil pesos.

## 23 de fevereiro
No dia seguinte ao assassinato, o deputado Luis Manuel Rojas irá tornar pública sua tese de que o embaixador dos EUA, por motivos pessoais, facilitou e ajudou o golpe em um líder eleito democraticamente. Logo em seguida ao discurso de Rojas Câmara, o presidente Victoriano Huerta tratou de defender o embaixador Lane Wilson, argumentando que as mortes ocorridas no dia anterior foram culpa somente da imprudência de seus apoiantes.

## Consequências
Apesar de ter conseguido chegar ao cargo da presidência do México, Huerta enfrentara dura resistências dos mais diversos líderes políticos em reconhecer o golpista como um líder legítimo. 
No mês seguinte aos acontecimentos da Dezena Trágica, em março, o recém-nomeado presidente dos EUA, Woodrow Wilson, iria demitir o embaixador Henry Lane Wilson do cargo. O ex-embaixador retornará ao Estados Unidos e fará inúmeras tentativas para que o governo dos Estados Unidos reconhecesse o Huerta presidente, mas sem êxito. 
Apenas nove meses depois, em setembro de 1913, seriam anunciados os resultados das investigações oficiais. Investigações essas realizadas sob as ordens do presidente em exercício Huerta e seu ministro Mondragon. O Tribunal Militar decidiu que as mortes tinham sido da responsabilidade de três estranhos, os quais morreram tentando libertar Madero e Pino Suárez.